# Список серий аниме Black Butler
В этой статье представлен список серий аниме Black Butler (яп. 黒執事 Kuroshitsuji, Куросицудзи, неоф. русск. «Тёмный дворецкий»), снятого по манге Яны Тобосо.
Первый сезон Black Butler, снятый Синохарой Тосией на студии A-1 Pictures, вышел в 2 октября 2008 года.
2 июля 2010 года начался выход второго сезона аниме, события в котором развиваются через год и три месяца после завершения сюжета первого. Оно также было снято на студии A-1 Pictures, но уже Хирофуми Огурой.
Всего было выпущено 24 серии в первом, 12 серий во втором и 10 серий в третьем сезонах. К ним в дополнении были также выпущены 7 OVA эпизодов (1 к первому сезону и 6 ко второму).

## Первый сезон
| 1 | Его Дворецкий, Умелый (His Butler, Able) «Sono Shitsuji, Yūnō» (その執事、有能)                                 | 2 октября 2008  |
| К графу Фантомхайв вечером должен приехать гость, и Себастьян занимается подготовкой к его приезду. Но Мейлин, Бард и Финни своим желанием превзойти дворецкого в мастерстве уничтожают всё то, что важно для хорошего приветствия гостя. Но ведь Себастьян «и демон, и дворецкий», поэтому он с успехом всё исправляет. | |                 |
| 2 | Его Дворецкий, Сильнейший (His Butler, Strongest) «Sono Shitsuji, Saikyō» (その執事、最強)                      | 9 октября 2008  |
| В поместье графа Фантомхайва завелись мыши. И не только там. В Англии появился контрабандист, торгующий опиумом, что запрещено указом королевы. Сиэль поручает Лау Тао убрать «мышь». Позже графа похищают из поместья. Киллер пытается убить Себастьяна, но тот замечает его, поэтому от выстрела страдают только окно и ваза. Дворецкому приходит записка о том, что он должен принести «предмет» в обмен на Сиэля. Себастьян приходит в дом, где спрятали Сиэля, изображает там ложную смерть и спасает графа. | |                 |
| 3 | Его Дворецкий, Всемогущий (His Butler, Omnipotent) «Sono Shitsuji, Bannō» (その執事、万能)                      | 16 октября 2008 |
| Стихийное бедствие в поместье графа Фантомхайва! Мадам Рэд попросила Сиэля, чтобы Себастьян хоть чему-нибудь научил её дворецкого, Грелля Сатклиффа. Тот при любой неудаче пытается совершить самоубийство. Сиэль и Себастьян отправляются за тростью для графа, а когда возвращаются, то обнаруживают «украшенное» поместье. Оказалось, леди Элизабет решила порадовать своего жениха. Они ругаются, так как Лиззи ломает фамильную ценность — кольцо Сиэля. Но кто, как не дворецкий семьи Фантомхайв, может справиться с этой проблемой! Себастьян мирит пару и восстанавливает кольцо графа. | |                 |
| 4 | Его Дворецкий, Своенравный (His Butler, Capricious) «Sono Shitsuji, Suikyō» (その執事、酔狂)                    | 23 октября 2008 |
| Граф Фантомхайв получает очередное поручение от королевы. На этот раз ему нужно расследовать дело убийцы проституток — Джека Потрошителя. Сиэль идёт к Гробовщику, который рассказывает, что у его «клиенток» пропадали органы. Под подозрение попадают все врачи. Но Себастьян проверяет всех, и у каждого есть алиби. Тогда подозрение падает на виконта Друитта, который, оказывается, продаёт девушек, как в полном комплекте, так и по частям. | |                 |
| 5 | Его Дворецкий, Случайная Встреча (His Butler, Chance Encounters) «Sono Shitsuji, Kaikō» (その執事、邂逅)        | 30 октября 2008 |
| Убийства Джека Потрошителя не прекратились. Значит, виноват не виконт. Сиэль и Себастьян приходят в дом одной из проституток, Мэри Келли. На месте преступления они видят Грелля Сатклиффа и мадам Рэд, которые и изображали серийного убийцу. Сиэль приказывает Себастьяну убить Грелля и мадам Рэд. Пока дерутся жнец и демон, Ангелина пытается убить своего племянника. Но она не может этого сделать, поэтому Грелль убивает её. | |                 |
| 6 | Его Дворецкий, на Похоронах (His Butler, at the Funeral) «Sono Shitsuji, Sōsō» (その執事、葬送)                 | 6 ноября 2008   |
| В схватке Грелль ранит Себастьяна. Но его плёнка (самые яркие моменты из жизни человека предстают в виде видеоплёнки) не показывает ничего интересного. Дворецкий пытается убить жнеца его же оружием, но его останавливает Уильям Ти Спирс, один из работников организации «Несущие смерть». Он забирает Грелля Сатклиффа с собой. Для мадам Рэд устраивают пышные похороны, но хоронят её в белом. Сиэль приносит на похороны платье красного цвета, так любимого женщиной. Позже он навещает могилу Мэри Келли. | |                 |
| 7 | Его Дворецкий, Гулянье (His Butler, Merrymaking) «Sono Shitsuji, Yūkō» (その執事、遊興)                         | 13 ноября 2008  |
| Сиэль, Себастьян и вся прислуга, под предлогом создания курорта, едут в деревню, в которую графа послала королева. Там проходят бои собак, и Её Величество недовольна этим. К тому же, там появляется дьявольский пёс. В замке Берримора, где остановился граф, Финни видит служанку Анжелу Бланн и сразу влюбляется в неё. Мэйлин застаёт Анжелу с лордом Берримором. Граф видит тень дьявольского пса и светящиеся следы. Сиэль и прислуга попадают на травлю собаки, и Финни пытается остановить их. Лорд Берримор решает и их скормить псам. К счастью, приходит Себастьян и усмиряет собак. Дворецкий показывает, что это именно лорд пытается напугать всех дьявольским псом. | |                 |
| 8 | Его Дворецкий, Воспитывающий (His Butler, Training) «Sono Shitsuji, Chōkyō» (その執事、調教)                    | 20 ноября 2008  |
| Лорд Берримор погибает от зубов настоящего дьявольского пса. Мэйлин и Финни застают Анжелу в объятиях Плуто. Потом она внезапно пропадает и все отправляются на её поиски, где и встречаются с настоящим демоническим псом. Но «и демон, и дворецкий» оказывается сильнее, и «методом кнута и пряника» успокаивает Плуто. Жители спасены, в селе открылся горячий источник, Сиэль и в самом деле устраивает тут курорт. Несмотря на всю нелюбовь Себастьяна к собакам, граф решает забрать Плуто к себе в поместье. | |                 |
| 9 | Его Дворецкий, Фантомный Образ (His Butler, Phantom Image) «Sono Shitsuji, Genzō» (その執事、幻像)              | 27 ноября 2008  |
| Граф раздобыл особенную камеру, способную запечатлеть не только самого человека, но и того, кто был ему дорог, но умер. Сиэль и прислуга пытаются сфотографировать дворецкого. Себастьян редко задерживается больше чем на 3 секунды в одном месте, а чтобы сделать снимок, нужно десять секунд. В конце концов вечером удаётся сфотографировать дворецкого, но во время проявки негативов появляется Плуто и сжигает их своим огнём. Позже, когда граф уснул за своим рабочим столом Себастьян сфотографировал его этой камерой, на снимке оказалось, что рядом с Сиэлем стоит дворецкий, а позади них, за окном — Плуто, который забрался по стене, когда Себастьян фотографировал. | |                 |
| 10 | Его Дворецкий, на Льду (His Butler, on Ice) «Sono Shitsuji, Hyōjō» (その執事、氷上)                             | 4 декабря 2008  |
| На Темзе устраивается ежегодное состязание мастеров ледяной скульптуры. Главный приз — ледяная статуя, на пальце которой — кольцо (сделанное из того же камня, что и кольцо Сиэеля), являющееся важной уликой в расследуемом Скотланд-Ярдом деле. Себастьян, по приказу графа, выигрывает конкурс ледяных скульптур. Тем временем Элизабет со служанкой Паулой ищет достойный подарок Сиэлю на день рождения. Конкурс заканчивается нападением ирландских террористов, которые в конечном счёте (не без помощи Себастьяна) уходят под лёд вместе со статуей, которую так хотели заполучить. Элизабет находит кольцо, странным образом оказавшееся в подарке для Сиэля — ковчеге, по словам её отца, оказавшемся подделкой. Элизабет, видя странную схожесть кольца с кольцом графа (которое она сломала), решает подарить его Фантомхайву. | |                 |
| 11 | Его Дворецкий, Всё Что Пожелаете (His Butler, However You Please) «Sono Shitsuji, Ikayō» (その執事、如何様)     | 11 декабря 2008 |
| Элизабет приезжает на День Рождения к Сиэлю, забыв, что именно в этот день когда-то умерли его родители. Она передумывает дарить жениху перстень, так как узнаёт, что Себастьян починил старый. Девушка уезжает, и уже в городе видит загадочного человека с шарманкой. Лиззи следует за ним, прихватив кольцо. Его след приводит девушку в странную лавку, полную диковинок. Шарманщик дурачит Элизабет и похищает её. Оказывается, он не кто иной, как Дорсель Кейн — слуга человека, по приказу которого похитили уже много красивых девочек, чтобы сделать из них куклы. Сиэль вместе с Себастьяном и Плуто начинают расследование. В этой серии снова появляется Грелль. Плуто нападает на след Элизабет, Сиэль бежит за ним и попадает в лавку Дорселя. Там он видит куклу, которая точь-в-точь похожа на Лиззи. Дорселя не оказывается в лавке, и Сиэль берёт с Грелля обещание защищать его в обмен на день, проведённый с Себастьяном. В конце серии на Сиэля нападают куклы. | |                 |
| 12 | Его Дворецкий, Покинутый (His Butler, Forlorn) «Sono Shitsuji, Sekiryō» (その執事、寂寥)                        | 18 декабря 2008 |
| Себастьян, догадавшись, что действиями кукол можно управлять при помощи нехитрой песенки, побеждает их с помощью своего голоса. Они с Сиэлем сбегают из особняка, но Дорсель уверен, что они вернутся. Грелль, Себастьян и Сиэль следуют в таинственную башню вслед за Плуто, которому удаётся открыть дверь туда. Кто-то управляет куклой Лиззи против её воли, кукловодом оказывается Дорсель. Себастьян сражается и сильно ранит Дорселя, тот сам оказывается куклой, наполненной сеном, в тело которой вселилась другая душа. Лиззи снова становится человеком. Дорсель, несмотря на тяжёлые увечья, хочет доложить обо всем хозяину, но по дороге ломается окончательно. Хозяином Дорселя оказывается ужасная маленькая кукла, неизвестный хозяин которой одержим идеей очищения Англии от «грязи и скверны». В конце серии эту куклу подбирает и ломает Анжела, которая, по всей видимости, и является её хозяйкой. | |                 |
| 13 | Его Дворецкий, Нахлебник (His Butler, Freeloader) «Sono Shitsuji, Isōrō» (その執事、居候)                       | 25 декабря 2008 |
| Сиэль вместе с Себастьяном расследуют очередное преступление. На улице они встречают принца Сому и его слугу, Агни. Когда Сиэль возвращается в поместье, принц безо всякого приглашения приходит к ним в гости. Весь следующий день принц мешает Сиэлю заниматься своими делами. А в фехтовании Агни внезапно оказывается на равных с Себастьяном. Позже Агни рассказывает, что когда-то был преступником, приговорённым к казни, от которой его спас принц. Выясняется, что гости ищут женщину по имени Мина, которую выкрали из Индии. | |                 |
| 14 | Его Дворецкий, Исключительно Талантливый (His Butler, Supremely Talented) «Sono Shitsuji, Inō» (その執事、異能) | 15 января 2009  |
| Начинается состязание.Себастьян,по приказу Сиэля, должен приготовить лучшее карри. Но и противники оказываются не лыком шиты: появляется Анжела и даёт мешочек с особой специей одному из участников соревнования. Перед конкурсом Сома встречает Мину, и та рассказывает, что добровольно покинула Индию. В конце на состязание по карри неожиданно приезжает сама королева. | |                 |
| 15 | Его Дворецкий, Состязающийся (His Butler, Competing) «Sono Shitsuji, Kyōsō» (その執事、競争)                    | 22 января 2009  |
| Себастьян побеждает в состязании, приготовив вкуснейшее карри,запечённое в булочке. А карри повара, который воспользовался специей,подаренной ему Анжелой, спровоцировало всех, кто его попробовал, нападать на других людей. Себастьян вместе с Агни исправляют положение, заставив отравленных съесть булочку с карри от компании «Фантом». | |                 |
| 16 | Его Дворецкий, в Одиноком Замке (His Butler, in an Isolated Castle) «Sono Shitsuji, Kojō» (その執事、孤城)      | 29 января 2009  |
| Сиэль приезжает в старый замок, где, по слухам, обитают призраки. Поначалу граф не верит в рассказы очевидцев, пока сам не сталкивается с привидениями, которые оказываются давно убитыми братьями-принцами. Сиэль и Себастьян помогают братьям обрести покой. | |                 |
| 17 | Его Дворецкий, Жертвующий (His Butler, Offering) «Sono Shitsuji, Hōnō» (その執事、奉納)                         | 5 февраля 2009  |
| Расследование дела о монастыре, где проводятся странные ритуалы, по просьбе дворецкого королевы. Это дело приоткрывает завесу над историей самого графа Фантомхайва и вновь сталкивает его, Грелля (направившегося искать книгу воспоминаний жнецов) и Себастьяна с Анжелой. | |                 |
| 18 | Его Дворецкий, Перенесённый (His Butler, Transmitted) «Sono Shitsuji, Tensō» (その執事、転送)                   | 12 февраля 2009 |
| Анжела переносит Сиэля в Библиотеку Жнецов, где пытается заменить ему настоящую память на ложную. Себастьян Микаэлис и Грелль отправляются следом. Графу удаётся отказаться от ложных воспоминаний. Анжела в гневе убегает обратно в человеческий мир, с целью уничтожить всех прихожан монастыря, предварительно запечатав зал библиотеки так называемой «Защитой ангела», однако скрывающийся под личиной Гробовщика легендарный жнец с помощью особой закладки переносит героев в монастырь, где Себастьян, Грелль и Уильям расправляются с Анжелой. | |                 |
| 19 | Его Дворецкий, Заключённый (His Butler, Imprisoned) «Sono Shitsuji, Nyūrō» (その執事、入牢)                     | 19 февраля 2009 |
| В Риджен-канале всплывает труп некого Джона Стенли. Конфеты, производимые компанией «Фантом», кто-то подменил, теперь в них содержится опиум. Графа Фантомхайва обвиняют в том, что он и Лау Тао причастны к распространению опасных медицинских препаратов, запрещённых королевой. Сиэля и Себастьяна заключают под стражу. | |                 |
| 20 | Его Дворецкий, Совершающий Побег (His Butler, Escaping) «Sono Shitsuji, Dassō» (その執事、脱走)                 | 26 февраля 2009 |
| Себастьян в камере пыток, а граф ограничен в своих передвижениях. Дворецкий ждёт приказа хозяина и потому терпит все пытки, отказываясь от сделки, которую предлагает ему пробравшаяся в камеру Анжела. В это время детектив, которому было поручено запереть Сиэля, предлагает свою помощь графу. Позже они узнают о том, что Фантомхайва подставил Лау Тао, решивший сыграть с Сиэлем в собственную игру. Отдав приказ Себастьяну явиться, граф добирается до корабля. В схватке дворецкий побеждает Лан Мао, а меч Лау Тао, направленный на Фантомхайва, наносит смертельный удар детективу, который защитил собой юного графа. Лау Тао и Лан Мао скрываются, а Сиэль обвиняет дворецкого в нерасторопности. | |                 |
| 21 | Его Дворецкий, Привлекающий Слуг (His Butler, Engaging Servants) «Sono Shitsuji, Koyō» (その執事、雇傭)         | 5 марта 2009    |
| На поместье нападают, и прислуге приходится отражать нападение, в то время как ничего не подозревающий Сиэль учит свою невесту играть в шахматы, а Себастьян, чтобы заглушить звуки выстрелов, играет им на скрипке. Выясняется, что в прошлом горничная была превосходным киллером, повар — отличным солдатом, а садовник — жертвой экспериментов, в результате которых он стал обладать огромной физической силой. Рассказывается, при каких обстоятельствах они были взяты на работу в поместье Себастьяном. | |                 |
| 22 | Его Дворецкий, Распад (His Butler, Dissolution) «Sono Shitsuji, Kaishō» (その執事、解消)                        | 12 марта 2009   |
| Сиэль отправляется в Париж на выставку, где встречает на Эйфелевой башне королеву, оказавшуюся молодой девушкой. Появляется Анжела-Эш, по приказу королевы нападает на графа, которому приходится сделать трудный выбор и также отдать приказ дворецкому убить Эша и его госпожу. Однако, последним удаётся скрыться, а юный Фантомхайв решает не преследовать их, что вызывает некоторое недовольство у Себастьяна. | |                 |
| 23 | Его Дворецкий, В Пламени (His Butler, Up In Flames) «Sono Shitsuji, Enjō» (その執事、炎上)                      | 19 марта 2009   |
| Сиэль просыпается и не застаёт Себастьяна. Всё же, даже без него он решает вернуться в Англию и, неразумно растратив все деньги, попадает на корабль, где встречает Гробовщика. Едва только корабль с Сиэлем на борту подплывает к берегам Лондона, глазам пассажиров предстаёт горящий город — дело рук Плуто и Анжелы-Эша. Решением капитана корабль поворачивает обратно, подальше от опасности, и графу приходится отдать своё кольцо, чтобы с корабля на шлюпке суметь добраться до горящих берегов. Оказавшись на суше, граф встречает свою прислугу, они пытаются успокоить Плуто резиновыми пулями. Сиэль приказывает убить пса. В это время Анжела-Эш и Себастьян наблюдают за юным Фантомхайвом. Сиэль приходит в замок королевы и находит её мертвой. Стража думает, что это он убил королеву, и нападает, но графа спасает Себастьян. | |                 |
| 24 | Молниеносный Дворецкий (His Butler, Fluent) «Sono Shitsuji, Tōtō» (その執事、滔滔)                              | 26 марта 2009   |
| Сиэль и Себастьян на лодке добираются до строящегося моста, на котором находится Анжела-Эш. Завязывается битва между ангелом и дворецким,в ходе которой Себастьян лишается руки. Дворецкий просит графа закрыть глаза и не открывать их, дабы своим настоящим обликом не нанести вред своей репутации, как слуге семьи Фантомхайв. В результате Сиэль едва не падает с моста, но успевает зацепиться за выступ, всё так же не открывая глаз. Себастьян просит его продержаться и не открывать глаз, пока он не отсчитает от 10 до 1. По окончании отсчёта Анжела-Эш мертва, но Сиэль не выдерживает и срывается вниз, упав в воду. Дворецкий спасает своего хозяина. Открыв глаза, граф видит, что они плывут в лодке по реке, в которой отражаются все воспоминания графа. Достигнув пункта назначения — острова, на котором находится полуразрушенное здание, — дворецкий приносит графа к скамье. Сиэль спрашивает, будет ли происходить изъятие души болезненно и услышав положительный ответ, просит, чтобы это было сделано как можно больнее. В последнем кадре Себастьян снимает повязку с глаза Сиэля и улыбается… | |                 |
| OVA 1 | Его Дворецкий, Актёр (His Butler, Performer) «Sono Shitsuji, Kōgyō» (その執事、興行)                            |                 |
| На свой третий юбилей компания Фантом хочет преподнести подарок нуждающимся детям в виде театральной постановки к пьесе "Гамлет". Но с кораблём, на котором актёры этой постановки должны были явиться в Лондон, что-то случилось. А до спектакля остаётся всего 3 дня. Сиэль принимает решение - он сам поставит эту пьесу. Граф приказывает Себастьяну подобрать актёров. Этими актёрами оказываются Лау Тао играющий злобного брата короля захватившего трон, Лан Мао играющая водоросль, принц Сома, который хотел играть одного из Богов Индии, но провалился, так как только и умеет, что есть булочки с карри, Агни играющий отца Офелии, Лиззи, которая хотела стать принцессой, но стала оруженосцом Агни, Гробовщик играющий королеву, Финни, который оповещает зрителей, что за сцену сейчас играют, Бард и Мэйлин управляются с закулисьем, Танака играет призрак отца Гамлета, из-за чего Сиэлю, попавшему на роль Гамлета разговаривая с отцом приходится ограничиваться монологами и Грелль, который играет Офелию и влюбляется в "отца", из-за чего вызывает недовольство у Уильяма, который должен вернуть Грелля на работу, но остался посмотреть спектакль. Премьера обещает быть веселой... В середине и в конце эпизода присутствуют: реклама печенья в форме костей в которой играет Плуто и трейлер идиотского фильма " Тёмный мастер суши", рассказывающего о войне двух Суши-баров, Сиэля с которым оказываются Лиззи, Лау, Лан Мао, Агни, Сома и не пойми откуда взявшийся Дорсель Кейн, и Себастьяна с которым оказались Танака и Финни, как его сын. Фильм все же о современной Японии, так как в нём воюют роботы: Огромный Робоплуто и ничем не уступающий в величине и превосходящий его по силе Роботанака. В конце Себастьян признаётся, что его ногти крашенные. | |                 |

## Второй сезон
| 1 | Clawed Butler - Цепкий Дворецкий «Kuro Shitsuji» (クロ執事)                                                                      | 2 июля 2010      |
| В действии появляется юный Алоис Транси, заключивший контракт с демоном Клодом. Алоис за что-то не любит свою служанку Анну и даже выкалывает ей глаз. Вечером в поместье Транси приходит Себастьян под видом странника с чемоданом. Он говорит Алоису, что покажет ему, что в чемодане, если тот отведёт его в подвал. В подвале Себастьян берёт коробку с чаем, и тут на него нападает Клод. Оказывается, что в чемодане находится Сиэль. Себастьян убегает. Карта Таро в середине серии: Правосудие | |                  |
| 2 | Solo Butler - Дворецкий Одиночка «Soroshitsuji» (単執事)                                                                         | 9 июля 2010      |
| Сиэль и Лиззи ищут Белого Оленя. Появляется Лау Тао с Лан Мао и делают ставки на то, что жених и невеста поссорятся. Начинается наводнение, Элизабет попадает в беду, Сиэль пытается её спасти, а Себастьян рушит плотину, от чего река возвращается в прежнее русло. Поднявшись на холм, Сиэль и Лиззи видят Белого Оленя, который оказывается огромным рисунком на земле. Карта Таро в середине серии: Солнце | |                  |
| 3 | Wench Butler - Дворецкий Девка «Merōshitsuji» (女郎執事)                                                                         | 16 июля 2010     |
| В Лондоне сгорают молодые девушки. Королева поручает Сиэлю и Пауку расследовать это дело. Выясняется, что убийца — жена фотографа, которая завидовала девушкам, фотографирующимся с женихами. Герои встречают Грелля, который должен забрать душу убийцы, но женщина сгорает вместе с душой. В конце серии Себастьян рассказывает Сиэлю, что, помимо Фантомхайвов, "услуги из тени" Королеве оказывает ещё одна благородная семья — Транси. Карта Таро в середине серии: Повешенный | |                  |
| 4 | Terrorist Butler - Дворецкий Террорист «Teroshitsuji» (テロ執事)                                                                 | 23 июля 2010     |
| Сиэль вместе с Себастьяном едут в поезде. Выясняется, что в этом же поезде находятся опасный заключённый и преступник, похитивший ребёнка и требующий выкуп с отца. Себастьян расправляется с преступником, а Сиэль спасает ребёнка, но ему мешает сбежавший заключённый. Он крадёт Сиэля, а все пассажиры узнают, что где-то в поезде заложена бомба, что у них какая-то болезнь и что они едут к недостроенному мосту. Но кто, как не дворецкий семьи Фантомхайв, сможет справиться со всем этим? После того, как все благополучно заканчивается, появляется Клод, который даёт Себастьяну приглашение на бал в поместье Транси. Карта Таро в середине серии: Колесо Фортуны | |                  |
| 5 | Beacon Butler - Дворецкий Маяк «Noroshitsuji» (狼煙執事)                                                                         | 30 июля 2010     |
| Граф Фантомхайв и его прислуга отправляются на бал в поместье семьи Транси. Также там оказываются Элизабет, Паула, принц Сома с Агни и Лау Тао с Ран Мао. Оказывается, что Сиэль потерял память после случившегося год и 3 месяца назад. Алоис переодевается в служанку, чтобы выманить Фантомхайва из помещения и расправиться с ним. Алоис даёт приказ Клоду схватить Сиэля, а Сиэль, в свою очередь, даёт приказ Себастьяну защищать его. Карта Таро в середине серии: Сила | |                  |
| 6 | Bedewed Butler - Орошённый Дворецкий «Yoroshitsuji» (夜露執事)                                                                   | 6 августа 2010   |
| Серия начинается с того, что Себастьян собирается поглотить душу Сиэля(конец первого сезона), но обнаруживает, что душу украл Клод Фаустус. Он сердится, разрушает почти весь остров и отправляется за своим господином. Но получив его назад узнаёт, что он потерял память о том что совершил свою месть. Анна же с помощью гармоники подчиняет себе гостей и пытается убить друзей и прислугу Сиэля. Но Себастьян с помощью звука бокалов останавливает её и по приказу господина идёт на сражение с Клодом. В итоге оба заключают контракт - Алоис Транси станет мишенью мести Сиэля, а Сиэль же станет душой двух демонов. Мальчики клянутся себе, что добьются своих целей. Карта Таро в середине серии: Иерофант | |                  |
| 7 | Deathly Butler - Смертельный Дворецкий «Satsu shitsuji» (殺執事)                                                                 | 13 августа 2010  |
| Сиэль и Себастьян приезжают в поместье Транси по приглашению. Там начинается Бал Дворецких. Себастьян против прислуги поместья Транси. Михаэлис побеждает тройняшек и Анну,но битву с Клодом и его Дьявольским мечом прерывает звук скрещённых клинков. Это сражаются Сиэль и Алоис. Фантомхайв ранит Транси в живот,желая убить его, но Фаустус спасает своего господина. Нечаянно Сиэль ударяет его по щеке раненой рукой. Фаустус слизывает каплю крови графа и замирает от ощущений. Увидев реакцию Клода,Себастьян уносит Сиэля из замка. Карта Таро в середине серии: Колесница | |                  |
| 8 | Divulging Butler - Раскрывающий Дворецкий «Toro shitsuji» (吐露執事)                                                             | 20 августа 2010  |
| Алоис просыпается после дуэли. Анна хочет сменить повязку на ране, но мальчик её прогоняет и зовёт Клода. Дворецкий занимается перевязкой. Спустя некоторое время, все ещё раненый Алоис находит Анну и приказывает ей отвезти его к Сиэлю. По дороге в поместье Фантомхайв Транси вспоминает своё прошлое. Но вдруг на пути появляется жнец Грелль, переворачивающий карету и сообщающий, что Транси должен умереть. Мальчик приказывает Анне убить жнеца. Служанка вступает в бой, но проигрывает. Алоис с трудом добирается до ближайшего дерева, чтобы отдохнуть. Но тут на запах крови приходит волк и нападает на графа Транси. Его спасает появившийся Клод. Алоис рад его появлению, но Фаустус хладнокровно лишает графа жизни. Карта Таро в середине серии: Смерть | |                  |
| 9 | Hollow Butler - Пустой Дворецкий «Kyo shitsuji» (虚執事)                                                                         | 27 августа 2010  |
| Сиэль получает письмо от королевы, в котором говорится,что кто-то нападает на мальчиков разного социального статуса и выкалывает им глаза. Граф вместе со своим дворецким опрашивают свидетелей. Внезапно на них нападает синигами Рональд Нокс. Себастьян понимает, что Фаустус выманил их приказами королевы и затем подослал жнецов. Дворецкий прячет Сиэля и идёт сражаться. Сиэлю за время боя удаётся восстановить пробелы в памяти. Разъярённый от того, что Себастьян утаил от него часть информации, мальчик вырывается из убежища и по пути натыкается на Алоиса. Но тому удаётся сбежать, когда появляется Скотланд Ярд, принимающий Сиэля за графа Транси. Анна, демон-горничная Алоиса, лжесвидетельствует против Сиэля. Мальчика увозят в приют для душевнобольных и там Фаустус смешивает его воспоминания и воспоминания Алоиса. Появляется Себастьян, расправившийся с Анной. Но Сиэль уже считает себя графом Транси и не признаёт Микаэлиса своим дворецким, а потому отдаёт ему приказ исчезнуть навсегда. Себастьян не смеет ослушаться. Карта Таро в середине серии: Луна | |                  |
| 10 | Zero Butler - Дворецкий Зеро «Zeroshitsuji» (零執事)                                                                             | 3 сентября 2010  |
| Сиэль, тело которого делят и он, и Алоис, живёт в поместье Транси. Себастьян, которому приказано не появляться на глаза Сиэлю, заручился поддежкой старого знакомого, жнеца Грелля, и отправился в родную деревню Алоиса, чтобы больше узнать о контракте Луки с неким демоном. Узнав все, частично от выжившей женщины, частично с плёнки жизни Тройняшек, он возвращается и начинает сражение с Клодом. Неожиданно его зовёт Сиэль, а значит он нарушил приказ. Клод злорадствует, только вот зовёт Себастьяна не Сиэль, а Алоис, захвативший его тело. Карта Таро в середине серии: Дурак (Шут) | |                  |
| 11 | Crossroads Butler - Дворецкий, Перепутья «Kiroshitsuji» (岐路執事)                                                               | 10 сентября 2010 |
| Сиэль и Алоис продолжают борьбу за тело. Тем временем Клод и Себастьян ведут борьбу за душу Сиэля, проходя лабиринт на территории поместья, который отражает душу Алоиса. Сиэль начинает вспоминать то, что он забыл после того, как его душу похитили, и лабиринт начинает меняться под него. В результате открываются любопытные факты про Анну, Клода, Луку и Алоиса. В самый последний момент Алоис заключает контракт с Анной. Карта Таро в середине серии: Башня | |                  |
| 12 | Black Butler - Чёрный Дворецкий «Kuroshitsuji» (黒執事)                                                                          | 17 сентября 2010 |
| Сражение продолжается, но уже на острове Демонов (том самом, на котором в конце первого сезона Себастьян должен был поглотить душу Сиэля). По требованию контракта с Анной или Клод, или Себастьян должны прекратить своё существование даже как демон. Демоны сражаются за демонический меч, единственное оружие, способное убить демона, и Микаэлис побеждает пронзив им Клода Фаустуса. Вот только Себастьян не знает, что главное условие контракта с Анной — кто бы не победил, Сиэль перерождается в демона и его душу нельзя поглотить. Теперь Себастьян обязан служить ему вечно. Сам же Сиэль покидает мир людей, оставляя всем остальным героям подарки. Карта Таро в середине серии: Дьявол | |                  |
| OVA 1 | Сиэль в стране Чудес. Часть 1 (Ciel in Wonderland. Part 1)                                                                       | 27 октября 2010  |
| Сиэль видит превращение Себастьяна в кролика и следует за ним, впоследствии чего попадает в страну Чудес и встречает там остальных героев. | |                  |
| OVA 2 | Добро пожаловать в Фантомхайв (Welcome to the Phantomhive's) «Fantomuhaivu ie e yōkoso» (ファントムハイヴ家へようこそ)           | 24 ноября 2010   |
| Поместье Фантомхайв посещает странная незнакомка, лицо которой не показано. Истинные цели её прибытия отомстить графу Фантомхайву и его дворецкому за убийство главы клана Ферре. | |                  |
| OVA 3 | Как создавался Тёмный дворецкий 2 (The Making of Kuroshitsuji II) «MAKING OF KUROSHITSUJI II» (MAKING OF KUROSHITSUJI II)        | 26 января 2011   |
| Действие происходит за кулисами аниме, где идёт бурная работа над созданием сериала в шуточной интерпретации. Согласно этой ОВЕ, «Тёмный дворецкий» — всего лишь фильм, а все его герои — актёры, живущие собственной жизнью в наше время. | |                  |
| OVA 4 | Сиэль в Стране Чудес. Часть 2 (Ciel in Wonderland. Part 2) «Shieru in wandārando (kōhen)» (シエル・イン・ワンダーランド（後編）) | 23 февраля 2011  |
| Сиэль встречает Лиззи в образе Мыши, виконта Друита — Черепаху, Грелля — Чеширского кота, Гробовщика — Безумного шляпника, мадам Ред — Красную королеву, Плуто, Анжелу, Аберлайна, Лау, Уилла и других героев. | |                  |
| OVA 5 | История жнеца Уилла (The Tale of Will the Shinigami) «Shinigami Wiru no monogatari» (死神ウィルの物語)                           | 27 апреля 2011   |
| Уильям и Грелль обучают молодых студентов-шинигами. Экзамен требует, чтобы студент нашёл себе напарника и забрал людскую душу. Наблюдая за студентами, Уилл вспоминает то время, когда он сам проходил экзамен и его напарником стал Грелль Сатклифф. | |                  |
| OVA 6 | Паучий замысел (Spiders Intention) «Kumo no ito» (蜘蛛の意図)                                                                    | 25 мая 2011      |
| Действие происходит вскоре после того, как Алоис Транси заключил контракт с Клодом Фаустусом. Это история одного дня из его жизни, рассказанная от лица тройняшек Томпсона-Тимбера-Кантербери, Анны Анафероуз, Клода и самого Алоиса. | |                  |